# Oliveto Citra
Oliveto Citra ('U Lëvìtë' in dialetto locale) è un comune italiano di 3 602 abitanti della provincia di Salerno in Campania, situato nell'alta valle del Sele.
Il termine Oliveto deriva dal latino olivetum (cioè uliveto), mentre il termine "Citra" si riferisce all'antico principato che si trovava al di qua dei Monti Picentini, separato dal Principato Ultra.

## Geografia fisica

### Territorio
Il territorio comunale è in gran parte montuoso e collinare, occupato dalle propaggini sud-orientali dei monti Picentini.
- Classificazione sismica: zona 2 (sismicità medio-alta), Ordinanza PCM n. 3274 del 20/03/2003

### Clima
La stazione meteorologica più vicina è quella di Contursi Terme. In base alla media trentennale di riferimento 1961-1990, la temperatura media del mese più freddo, gennaio, si attesta a +6,9 °C; quella del mese più caldo, luglio, è di +24,5 °C.
- Classificazione climatica: zona D, 1557 GG

### Le mofete
Le mofete di Oliveto Citra rappresentano uno dei geositi presenti in Italia e sono dovute al naturale degassamento del suolo.
La più grande è la mofeta Varchera che è anche visibile da satellite. Le mofete che non sorgono all'interno di stagni si presentano sterili e brulle a causa dei gas velenosi che poche specie sopportano.

## Storia
Tracce dei primi insediamenti appartengono alla cultura di Oliveto-Cairano, come si evince dalle numerose tombe rinvenute nelle località Turni, Aia Sophia, Fontana Volpacchio, Piceglia, Cava dell'Arena, Vazze, Isca, Casale. Si tratta generalmente di necropoli datate fra il VIII e il IV secolo a.C.
Il primo abitato è stato identificato nella località Civita. Abbandonato, gli abitanti si spostarono nell'attuale sito dove sorge il paese. I primi documenti storici che citano l'esistenza del paese sono datati 1114, dove si parla della chiesa di Santa Maria de Faris e un documento del 1300 dove Carlo III chiede sostegno al feudatario Johannucius de Oliveto, per la guerra contro gli aragonesi. Si susseguirono numerosi feudatari nel tempo e il borgo seguì le vicende storico-politiche del Principato di Salerno.
Durante il Regno di Napoli e il Regno delle Due Sicilie fu un casale amministrato dal comune di Contursi ed appartenente al distretto di Campagna. Con l'unità d'Italia il paese divenne autonomo e prese l'appellativo Citra per distinguerlo da altri comuni. A seguito del terremoto dell'Irpinia del 1980 Oliveto ha subito una radicale trasformazione urbana.

### Simboli
Il gonfalone è un drappo trinciato di azzurro e di bianco.

## Monumenti e luoghi d'interesse

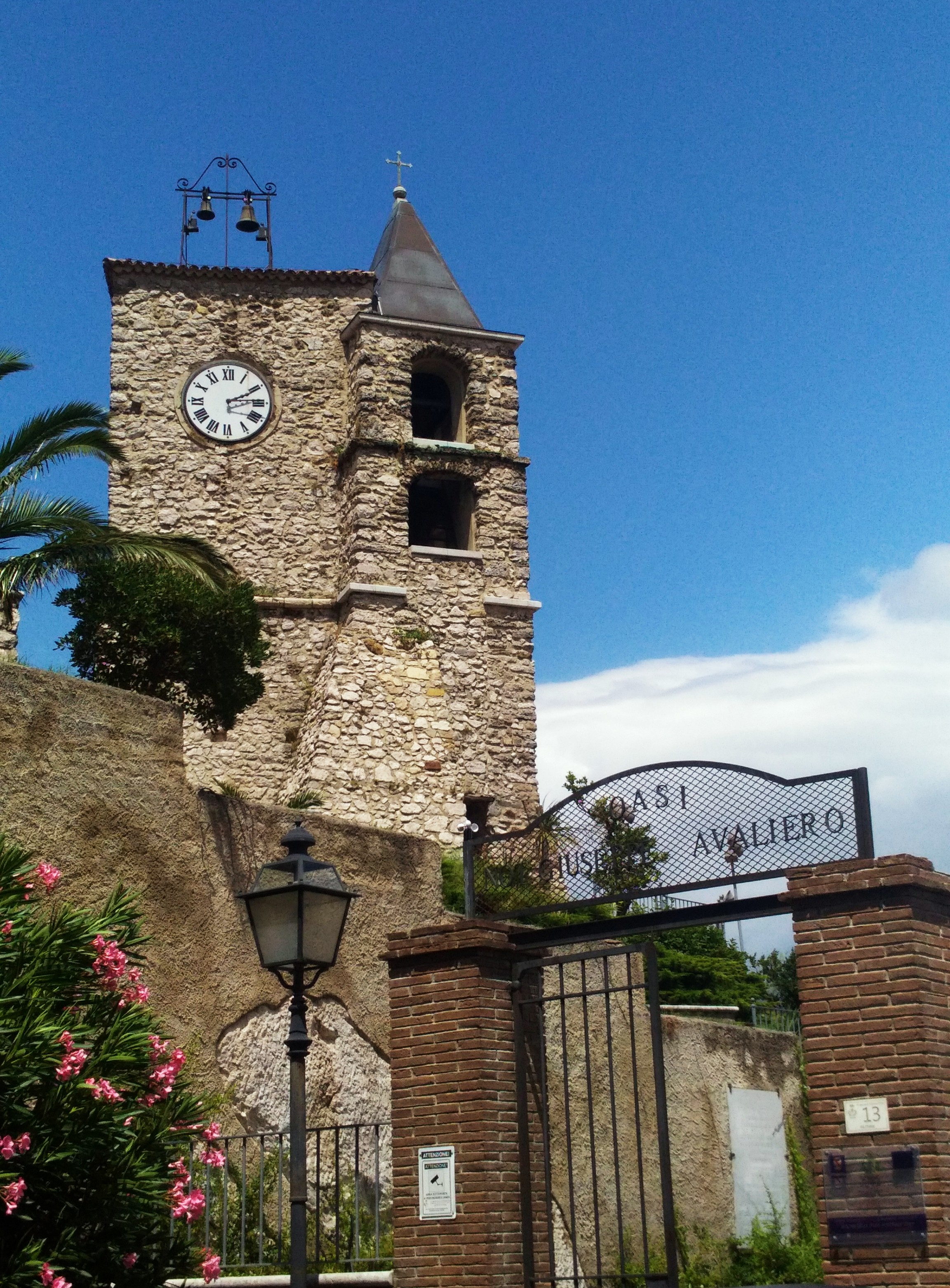
Torre dell'orologio e campanile

- Castello Guerritore (XI-XVI secolo)[6]
- Chiesa di Santa Maria della Misericordia (1712-1775): con portone scolpito e a tre navate con cupola all'incrocio del transetto, ornata all'interno con immagini a rilievo degli Evangelisti; nell'abside si trova una tela raffigurante Santa Maria della Misericordia e due affreschi sui lati; nella navata centrale è presente una copia dell'Assunta di Tiziano
- Chiesa della Madonna delle Grazie (1497)
- Santuario della Madonna della Consolazione (XVII secolo)
- Campanile e torre dell'orologio (XII secolo)
- Area naturalistica "Piano di Canale"
- Museo archeologico lucano dell'alta valle del Sele

## Società

### Evoluzione demografica
Abitanti censiti

### Immigrazione straniera
Al 31 dicembre 2007 a Oliveto Citra risultano residenti 54 cittadini stranieri. Le nazionalità principali sono:
| Paese di nascita | Popolazione (2007) |
| ---------------- | ------------------ |
| Romania          | 16                 |
| Bulgaria         | 11                 |
| Albania          | 8                  |
| Ucraina          | 5                  |
| Marocco          | 5                  |

### Istituzioni, enti e associazioni
Nel comune di Oliveto Citra ha sede l'ospedale San Francesco D'Assisi, dell'A.S.L. Salerno.  La sua posizione, ai confini con la provincia di Avellino, favorisce l'accesso ai servizi sanitari anche alla popolazione dell'Irpinia meridionale.

### Religione
La maggioranza della popolazione è di religione cristiana di rito cattolico; il comune appartiene alla forania di Colliano dell'arcidiocesi di Salerno-Campagna-Acerno, con una parrocchia:
- Santa Maria della Misericordia

L'altra confessione cristiana presente è quella Protestante con una comunità:
- Chiesa Pentecostale CCEVAS, presente dal 1950 circa[12]

## Geografia antropica

### Frazioni
Lo statuto comunale di Oliveto Citra non menziona alcuna frazione. In base al 14º Censimento Generale della Popolazione e delle Abitazioni, le località abitate sono:
- Casale, 92 abitanti, 267 m s.l.m., abitato situato lungo la SP 225;
- Dogana, 40 abitanti, 205 m s.l.m., abitato situato lungo la SP 147 e la SP 225;
- Ponte Oliveto, 8 abitanti, 150 m s.l.m., abitato contiguo alla loc. Bagni del comune di Colliano, situato lungo la SP 9 e la SP 429 ex SS91;
- Serroni, 85 abitanti, 425 m s.l.m..

## Economia
Il paese basa la sua economia sull'agricoltura (oliveti, vigneti, prodotti ortofrutticoli) e sull'allevamento (bovini, ovini) con relativa produzione di latte e trasformazione in prodotti caseari e sul commercio.

## Infrastrutture e trasporti

### Strade
- Strada statale 691 Contursi-Lioni: Uscita Contursi Terme Est-Oliveto Citra;
- Strada Provinciale 9/a Innesto SS 91 a Valle Cupa-Cimitero di Oliveto Citra, collegamento fra Oliveto Citra e Campagna;
- Strada Provinciale 9/b Cimitero di Oliveto Citra-Ponte Oliveto-Valva-Ponte Temete I;
- Strada Provinciale 147, Innesto SP 9-Oliveto Citra-Ausiana Puceglie-Innesto SS 91;
- Strada Provinciale 225 Dogana Casale-Murzo di Oliveto Citra, collegamento fra Oliveto Citra e Senerchia;
- Strada Provinciale 291, Innesto SP 9-Montagna verso Senerchia;
- Strada Provinciale 429 Innesto SS 91-Confine provincia di Avellino (SR91).

### Mobilità urbana
La mobilità è affidata, per quanto riguarda i trasporti extraurbani, alla società Sita Sud.

## Amministrazione

### Sindaci
| Periodo        | Periodo        | Primo cittadino | Partito                        | Carica  | Note |
| -------------- | -------------- | --------------- | ------------------------------ | ------- | ---- |
| 23 aprile 1995 | 12 giugno 2004 | Carmine Pignata | centro-sinistra                | Sindaco |      |
| 13 giugno 2004 | 25 maggio 2014 | Italo Lullo     | lista civica                   | Sindaco |      |
| 25 maggio 2014 | in carica      | Carmine Pignata | lista civica Uniti per Oliveto | Sindaco |      |

### Gemellaggi
- Szczawnica
- Collesano
- Dozza, dal 2017
- Muro Lucano
- Episcopia

### Altre informazioni amministrative
Il comune fa parte della Comunità montana Tanagro - Alto e Medio Sele.
Le competenze in materia di difesa del suolo sono delegate dalla Campania all'Autorità di bacino interregionale del fiume Sele.

## Sport

### Impianti sportivi
- Centro sportivo "Albino Coglianese"[14].
- Campo di Calcio "Sacramento"